# Onnum Ridge
Onnum Ridge är en bergstopp i Antarktis. Den ligger i Östantarktis. Australien gör anspråk på området. Toppen på Onnum Ridge är 1 698 meter över havet.
Terrängen runt Onnum Ridge är huvudsakligen kuperad, men söderut är den bergig. Trakten är obefolkad. Det finns inga samhällen i närheten. 